# Instituto Autónomo de Ciencias y Tecnología de Aguascalientes
El Instituto Autónomo de Ciencias y Tecnología de Aguascalientes (IACTA) es el antecesor de lo que hoy es la Universidad Autónoma de Aguascalientes.
El IACTA se fundó en 1867, inició sus funciones en un antiguo edificio del centro de la ciudad, frente al parián, en el centro de la ciudad de Aguascalientes.
Primeramente sólo impartía estudios de secundaria y preparatoria. A partir de 1968 comenzó a impartir las carreras de:
- Contador Público
- Administración de Empresas

Dio paso a la UAA cuando ésta se fundó el 19 de junio de 1973, por iniciativa del C.P. Humberto Martínez de León, para convertirse en la máxima casa de estudios en el estado de Aguascalientes.
- Datos: Q5917206